# Kingston (Cambridgeshire)
Pour les articles homonymes, voir Kingston.
Kingston est un village du Cambridgeshire en Angleterre.
Lors du recensement de 2001 la population était de 214 habitants. La surface du village est de 7,69 km2.